# Georg Jarno
Georg Jarno (Buda, 3 de juny de 1868 – Wroclaw, 25 de maig de 1920) fou un compositor hongarès, principalment d'operetes.
Deixeble de Dragan Nikolitis en l'Acadèmia de Música d'Hongria, fou director d'orquestra dels teatres de Bremen, Gera, Liegnitz, Metz, Halle, Chemnitz i Magdeburg, fins que, finalment, es dedicà exclussivment a la composició.
Entre les seves òperes destaquen:
- Die Richter von Zalamea (1899);
- Zerbrock, Krug (1903);
- les operetes
- Goldfisch, Förster Christl;
- Musikant-Mädl (1910);
- Marine-Gustl (1912);
- Farmermädchen (1913);
- Frau Rittsmstr, etc.